# Pustelnik zielony
Pustelnik zielony (Phaethornis guy) – gatunek małego ptaka z rodziny kolibrowatych (Trochilidae), występujący w północno-zachodniej i północnej części Ameryki Południowej oraz Ameryce Centralnej. Jako jedyny z pustelników charakteryzuje się zieloną, opalizującą barwą górnej części ciała i niebieskawoszarym spodem. W Czerwonej księdze gatunków zagrożonych IUCN klasyfikowany jest jako gatunek najmniejszej troski (LC, Least Concern).

## Systematyka
Pierwszego naukowego opisu gatunku dokonał francuski przyrodnik René Lesson w 1833 roku, nadając mu nazwę Trochilus Guy. Holotyp dostarczył kolekcjoner amator J. Guy, na którego cześć gatunek nazwano. Jako miejsce typowe Lesson błędnie wskazał Brazylię; później ustalono, że była to Wenezuela. Do opisu autor dołączył tablicę barwną.
Wyróżnia się cztery podgatunki Phaethornis guy:
- P. g. coruscus Bangs, 1902
- P. g. emiliae (Bourcier & Mulsant, 1846)
- P. g. apicalis (Tschudi, 1844)
- P. g. guy (Lesson, R, 1833) .

## Morfologia
Średniej wielkości koliber o długim dziobie. Górna szczęka czarna, dolna jasnoczerwona z ciemnym końcem. Dziób samców o długości 41,8–44,9 mm, samic 39,6–43 mm (pomiary dla podgatunku P. g. coruscus). Samce: czoło, szczyt głowy, potylica, kark i grzbiet w kolorze zielonkawoniebieskim z opalizującymi piórami. Ogon niezbyt długi, czarny z białymi końcówkami sterówek. Kantarek i policzki czarniawe. Brwi białopomarańczowe, pasek policzkowy bardzo lekko zarysowany, białawy z pomarańczowym przebarwieniem od dzioba. Skrzydła czarne z fioletowym połyskiem lotek. Środek piersi i brzuch szare, części boczne piersi i boki metaliczno zielone. Pokrywy podogonowe zielononiebieskie i ciemnoszare z białymi końcówkami najdłuższych piór. Samice: podobne do samców z pewnymi różnicami. Górna część ciała bardziej zielona. Ogon dłuższy z wyraźnie wydłużonymi centralnymi sterówkami. Wyraźny pasek oczny, brwi, pasek policzkowy i gardło białawopomarańczowe. Brzuch w dolnej części ochrowy. Młodociane mają lekko cynamonowe pióra szczytu głowy, karku i dolnej części pleców. Paski oczny i policzkowy podobne jak u samicy, w miarę dojrzewania tracące intensywność. Długość ciała 11,5–15 cm, masa ciała samca 4,5–5,5 g, samicy 4,0–5,5 g.

## Zasięg występowania
Pustelnik zielony występuje na terenach górskich położonych na wysokości 800–2200 m n.p.m. Birds of the World podaje bardziej szczegółowe informacje: w Kostaryce 500–2000, w Panamie 600–1650, w Kolumbii 900–2000, w Wenezueli 300–1500 m, w Ekwadorze zazwyczaj 900–1800 i w Peru 500–1800 m n.p.m.
Poszczególne podgatunki występują:
- P. g. coruscus – w Ameryce Centralnej od Kostaryki do północno-zachodniej Kolumbii.
- P. g. emiliae – w północnej i środkowej Kolumbii, przede wszystkim w dolinach rzek Magdalena i jej dopływu Cauca oraz na zboczach Sierra Nevada de Santa Marta.
- P. g. apicalis – na wschodnich zboczach Andów od północnej Kolumbii i północno-zachodniej Wenezueli, poprzez Ekwador do południowo-wschodniego Peru.
- P. g. guy – w północno-wschodnim krańcu Wenezueli (góry stanu Sucre) i na Trynidadzie.

## Ekologia
Jego głównym habitatem jest podszyt górskich lasów deszczowych, także ich obrzeża i przyległe wysokie lasy wtórne. Odżywia się głównie nektarem i małymi stawonogami w niskich partiach lasu, najczęściej spożywa nektar z kwiatów roślin z rodzin Heliconiaceae i Costaceae oraz rodzaju Columnea.

### Rozmnażanie
Okres lęgowy nie jest dokładnie określony. Stwierdzono, że na Trynidadzie jest to okres od stycznia do maja korespondujący z okresem kwitnienia roślin Heliconiaceae i Pachystachys. Natomiast w Kostaryce i Panamie jest to okres od lutego do września, w Peru lipiec–listopad, a w Kolumbii czerwiec–sierpień. Buduje gniazdo w kształcie stożka zwisającego na końcu dużego liścia, do którego jest przymocowane pajęczynami. Zbudowane jest z miękkich włókien roślinnych, umieszczone na palmie, w paprociach lub helikoniach. W lęgu zazwyczaj 2 jaja. Okres inkubacji 17–18 dni. Wysiadywaniem i karmieniem młodych zajmuje się wyłącznie samica.

## Status
W Czerwonej księdze gatunków zagrożonych IUCN pustelnik zielony jest klasyfikowany jako gatunek najmniejszej troski (LC, Least Concern) od 2004 roku. Liczebność populacji nie została oszacowana, ale gatunek ten opisywany jest jako dosyć pospolity. Zasięg jego występowania według szacunków organizacji BirdLife International obejmuje około 4,64 mln km².